# Бини, Карло
Карло Бини (1 декабря 1806, Ливорно — 12 ноября 1842, Каррара) — итальянский патриот, журналист и писатель, купец из Ливорно.

## Биография
Ненависть к чужеземному господству и клерикализму сблизила его с Франческо Гверацци. Когда последний основал журнал «Judicatore livornese», который, прикрываясь литературными интересами, преследовал политические цели (1828), Бини сделался его сотрудником. Джузеппе Мадзини присылал им статьи из Женевы. Журнал вскоре был закрыт.
В 1830 году Мадзини, приехав в Тоскану, отправился вместе с Бини к Гверацци, находившемуся ещё в изгнании в Монтепульчиано, и все трое положили здесь начало обществу «Молодая Италия». В сентябре 1833 года Бини вместе с Гверацци, Сальваньоли и 40 другими патриотами был арестован и заключён на 4 месяца в крепость, что существенно подорвало его и без того слабое здоровье.
После освобождения из тюрьмы занялся написанием мемуаров. В 1838 году умерла его возлюбленная, что стало для него тяжёлым ударом. Бини умер в 1842 году от инсульта.
Его друзья издали том его произведений в прозе и в стихах, написанных в том числе во время заключения.